# Куланин, Сергей Викторович
Сергей Викторович Куланин (бел. Сяргей Куланін, 2 июня 1964, Полоцк, Витебская область, Белорусская ССР, СССР) — белорусский футболист, полузащитник. Выступал за сборную Беларуси.

## Биография

### Клубная карьера
Практически вся игровая карьера Сергея Куланина связана с клубом «Витебск». В 1985 и 1986 годах выступал за «Витебск» (старое название «Витязь») в третьей по уровню лиге СССР, где провёл 49 матчей и забил 5 голов. В 1988 вернулся в витебский клуб, сменивший к тому моменту название на КИМ, и выступал за него до 1990 года. Сезон 1991/1992 провёл в польском клубе «Пжишлость-Влохи». В 1992 году вновь вернулся в КИМ, где играл до конца карьеры с перерывом на сезон 1996, который он провёл в новополоцком «Нафтане».

### Карьера в сборной
Дебютировал за сборную Беларуси 17 августа 1994 года, выйдя в стартовом составе на товарищеский матч со сборной Польши. В том же году принял участие в матче отборочного турнира чемпионата Европы 1996 против Норвегии. В дальнейшем в сборную не приглашался.

## Достижения
«Локомотив-96»
- Обладатель Кубка Беларуси: 1997/1998